# Liquigas-Bianchi 2005
Questa voce raccoglie le informazioni riguardanti la Liquigas-Bianchi nelle competizioni ufficiali della stagione 2005.

## Stagione
Avendo licenza da UCI ProTeam, la Liquigas-Bianchi aveva diritto di partecipare alle gare del circuito UCI ProTour 2005, oltre a quelle dei circuiti continentali UCI.

## Organico

### Staff tecnico
TM=Team Manager; DS=Direttore Sportivo.
|  | Naz.              | Ruolo | Sportivo        |  |  |  |
|  | ----------------- | ----- | --------------- |  |  |  |
|  | Italia (bandiera) | TM    | Roberto Amadio  |  |  |  |
|  | Italia (bandiera) | DS    | Roberto Damiani |  |  |  |
|  | Italia (bandiera) | DS    | Dario Mariuzzo  |  |  |  |
|  | Italia (bandiera) | DS    | Stefano Zanatta |  |  |  |

### Rosa
|  | Naz.                   |  | Sportivo            | Anno |  |  |
|  | ---------------------- |  | ------------------- | ---- |  |  |
|  | Svizzera (bandiera)    |  | Michael Albasini    | 1980 |  |  |
|  | Italia (bandiera)      |  | Dario Andriotto     | 1972 |  |  |
|  | Svezia (bandiera)      |  | Magnus Bäckstedt    | 1975 |  |  |
|  | Svizzera (bandiera)    |  | Patrick Calcagni    | 1977 |  |  |
|  | Finlandia (bandiera)   |  | Kjell Carlström     | 1976 |  |  |
|  | Italia (bandiera)      |  | Dario Cioni         | 1974 |  |  |
|  | Italia (bandiera)      |  | Mario Cipollini     | 1967 |  |  |
|  | Italia (bandiera)      |  | Daniele Colli       | 1982 |  |  |
|  | Italia (bandiera)      |  | Danilo Di Luca      | 1976 |  |  |
|  | Italia (bandiera)      |  | Stefano Garzelli    | 1973 |  |  |
|  | Italia (bandiera)      |  | Enrico Gasparotto   | 1982 |  |  |
|  | Italia (bandiera)      |  | Mauro Gerosa        | 1974 |  |  |
|  | Svezia (bandiera)      |  | Marcus Ljungqvist   | 1974 |  |  |
|  | Italia (bandiera)      |  | Nicola Loda         | 1971 |  |  |
|  | Italia (bandiera)      |  | Oscar Mason         | 1975 |  |  |
|  | Croazia (bandiera)     |  | Vladimir Miholjević | 1974 |  |  |
|  | Italia (bandiera)      |  | Marco Milesi        | 1974 |  |  |
|  | Italia (bandiera)      |  | Devis Miorin        | 1976 |  |  |
|  | Slovenia (bandiera)    |  | Matej Mugerli       | 1981 |  |  |
|  | Italia (bandiera)      |  | Andrea Noè          | 1969 |  |  |
|  | Brasile (bandiera)     |  | Luciano Pagliarini  | 1978 |  |  |
|  | Italia (bandiera)      |  | Franco Pellizotti   | 1978 |  |  |
|  | Italia (bandiera)      |  | Marco Righetto      | 1980 |  |  |
|  | Italia (bandiera)      |  | Gianluca Sironi     | 1974 |  |  |
|  | Regno Unito (bandiera) |  | Charles Wegelius    | 1978 |  |  |
|  | Italia (bandiera)      |  | Marco Zanotti       | 1974 |  |  |

## Ciclomercato
| Michael Albasini    | Phonak                       |
| Dario Andriotto     | Vini Caldirola               |
| Magnus Bäckstedt    | Alessio                      |
| Patrick Calcagni    | Vini Caldirola               |
| Kjell Carlström     | Amore & Vita                 |
| Dario Cioni         | Fassa Bortolo                |
| Mario Cipollini     | Domina Vacanze               |
| Daniele Colli       | Zalf Fior (neo pro)          |
| Danilo Di Luca      | Saeco                        |
| Stefano Garzelli    | Vini Caldirola               |
| Enrico Gasparotto   | Basso Piave (neo pro)        |
| Mauro Gerosa        | Vini Caldirola               |
| Marcus Ljungqvist   | Alessio                      |
| Nicola Loda         | Tenax                        |
| Oscar Mason         | Vini Caldirola               |
| Vladimir Miholjević | Alessio                      |
| Marco Milesi        | Vini Caldirola               |
| Devis Miorin        | De Nardi                     |
| Matej Mugerli       | Ima Moro Brugnotto (neo pro) |
| Andrea Noè          | Alessio                      |
| Luciano Pagliarini  | Lampre                       |
| Franco Pellizotti   | Alessio                      |
| Marco Righetto      | U.C. Trevigiani (neo pro)    |
| Gianluca Sironi     | Vini Caldirola               |
| Charles Wegelius    | De Nardi                     |
| Marco Zanotti       | Vini Caldirola               |

## Palmarès

### Corse a tappe
- Giro d'Italia

3ª tappa (Danilo Di Luca)
5ª tappa (Danilo Di Luca)
- Volta Ciclista a Catalunya

2ª tappa (Enrico Gasparotto)
- Tour de Suisse

5ª tappa (Michael Albasini)
- Tour de Romandie

Classifica a punti (Stefano Garzelli)
- Vuelta al País Vasco

1ª tappa (Danilo Di Luca)
Classifica generale (Danilo Di Luca)
Classifica a punti (Danilo Di Luca)
- Settimana Internazionale di Coppi e Bartali

2ª tappa (Franco Pellizotti)
Classifica generale (Franco Pellizotti)
- Tour of Qatar

4ª tappa (Enrico Gasparotto)
- Uniqa Classic

3ª tappa (Kjell Carlström)
- Circuit Franco-Belge

4ª tappa (Marco Zanotti)
Classifica generale (Marco Zanotti)

### Corse in linea
- Amstel Gold Race (Danilo Di Luca)
- Freccia Vallone (Danilo Di Luca)
- Giro della Provincia di Lucca (Mario Cipollini)
- Tre Valli Varesine (Stefano Garzelli)

### Campionati nazionali
- Campionato italiano

In linea (Enrico Gasparotto)

## Classifiche UCI

### Calendario mondiale UCI
Individuale
Piazzamenti dei corridori della Liquigas nella classifica individuale del UCI ProTour 2006.
| Pos. | Ciclista            | Punti |
| ---- | ------------------- | ----- |
| 1    | Danilo Di Luca      | 229   |
| 71   | Magnus Bäckstedt    | 32    |
| 81   | Franco Pellizotti   | 26    |
| 94   | Stefano Garzelli    | 21    |
| 114  | Dario Cioni         | 13    |
| 155  | Enrico Gasparotto   | 2     |
| 164  | Vladimir Miholjević | 1     |
| 164  | Marco Zanotti       | 1     |
| 164  | Michael Albasini    | 1     |

Squadra
La Liquigas chiuse in quindicesima posizione con 228 punti.